# Halowe Mistrzostwa Azji w Lekkoatletyce 2018
8. Halowe Mistrzostwa Azji w Lekkoatletyce – zawody lekkoatletyczne, które odbyły się w dniach 1-3 lutego 2018 w Teheranie.

## Rezultaty

### Mężczyźni
| Konkurencja               | 1. miejsce                                                                           | Wynik     | 2. miejsce                                                                     | Wynik     | 3. miejsce                                                      | Wynik     |
| ------------------------- | ------------------------------------------------------------------------------------ | --------- | ------------------------------------------------------------------------------ | --------- | --------------------------------------------------------------- | --------- |
| Bieg na 60 m              | Hassan Taftian                                                                       | 6,51 ·    | Tosin Ogunode                                                                  | 6,63      | Elakkiyadasan Kanadasan                                         | 6,67      |
| Bieg na 400 m             | Abd al-Ilah Harun                                                                    | 46,37     | Yousef Karam                                                                   | 46,66     | Mohamed Nasir Abbas                                             | 46,76     |
| Bieg na 800 m             | Abubaker Haydar Abdalla                                                              | 1:51,98   | Pejman Yarvali                                                                 | 1:52,80   | Ebrahim al-Zofairi                                              | 1:52,97   |
| Bieg na 1500 m            | Amir Moradi                                                                          | 3:53,78   | Yaser Bagharab                                                                 | 3:53,92   | Ali Fahimi                                                      | 3:54,00   |
| Bieg na 3000 m            | Hossein Keyhani                                                                      | 8:37,68   | Yaser Bagharab                                                                 | 8:38,02   | Homayoun Hemmati                                                | 8:38,97   |
| Bieg na 60 m przez płotki | Abdulaziz al-Mandeel                                                                 | 7,71      | Zeng Jianhang                                                                  | 7,74      | Hideki Ōmuro                                                    | 7,81      |
| Sztafeta 4 × 400 m        | Katar Abderrahaman Samba · Mohamed Nasir Abbas · Mohamed El Nour · Abd al-Ilah Harun | 3:10,08   | Kazachstan Andriej Sokołow · Siergiej Zajkow · Dmitrij Kobłow · Michaił Litwin | 3:11,68   | Iran Ali Khadivar · Reza Kashef · Mehdi Rahimi · Sajjad Hashemi | 3:11,74   |
| Skok wzwyż                | Mutazz Isa Barszim                                                                   | 2,38      | Kejwan Ghanbarzade                                                             | 2,15      | Mahamat Alamine Hamdi                                           | 2,15      |
| Skok o tyczce             | Nikita Filippow                                                                      | 5,20      | Mohammad Baniadam                                                              | 5,20      | Ali al-Sabaghah                                                 | 5,00      |
| Skok w dal                | Shi Yuhao                                                                            | 8,16      | Lin Hung-min                                                                   | 7,72      | Janaka Wimalasiri                                               | 7,67      |
| Trójskok                  | Khaled Saeed al-Subaie                                                               | 16,26     | Kamalraj Kanagaraj                                                             | 16,23     | Vahid Seddigh                                                   | 15,96     |
| Pchnięcie kulą            | Ali Samari                                                                           | 19,42     | Tajinderpal Singh Toor                                                         | 19,18     | Wu Jiaxing                                                      | 18,81     |
| Siedmiobój                | Majed Radhi al-Sayed                                                                 | 5228 pkt. | Milad Miri                                                                     | 4842 pkt. | Ali Mohebbi                                                     | 4728 pkt. |

### Kobiety
| Konkurencja               | 1. miejsce                                                                               | Wynik     | 2. miejsce                                                        | Wynik     | 3. miejsce                                                                                    | Wynik     |
| ------------------------- | ---------------------------------------------------------------------------------------- | --------- | ----------------------------------------------------------------- | --------- | --------------------------------------------------------------------------------------------- | --------- |
| Bieg na 60 m              | Liang Xiaojing                                                                           | 7,20      | Wiktorija Ziabkina                                                | 7,39      | Farzaneh Fasihi                                                                               | 7,44      |
| Bieg na 400 m             | Swietłana Golendowa                                                                      | 53,28     | Elina Michina                                                     | 53,49     | Upamalika Walawwe                                                                             | 54,90     |
| Bieg na 800 m             | Wang Chunyu                                                                              | 2:09,30   | Hu Zhiying                                                        | 2:10,81   | Nimali Liyanarachchi                                                                          | 2:10,83   |
| Bieg na 1500 m            | Gayanthika Abeyratne                                                                     | 4:26,83   | Tatiana Neroznak                                                  | 4:28,20   | Nguyễn Thị Oanh                                                                               | 4:28,87   |
| Bieg na 3000 m            | Tatiana Neroznak                                                                         | 9:33,65   | Gułszanoj Satarowa                                                | 9:48,03   | Nguyễn Thị Oanh                                                                               | 9:48,48   |
| Bieg na 60 m przez płotki | Ajgierim Szynazbiekowa                                                                   | 8,32      | Elnaz Kompani                                                     | 8,46      | Sara Naddafi                                                                                  | 8,87      |
| Sztafeta 4 × 400 m        | Kazachstan Swietłana Golendowa · Adelina Achmietowa · Wiktorija Ziabkina · Elina Michina | 3:41,67   | Iran Maryam Mohebbi · Faezeh Nesaei · Elham Kakoli · Zahra Moradi | 3:51,39   | Turkmenistan Irina Wielichanowa · Alena Chudajbergenowa · Walentina Meredowa · Maria Rozymowa | 3:58,81   |
| Skok wzwyż                | Nadiya Dusanova                                                                          | 1,87      | Sepideh Tavakkoli                                                 | 1,80      | Nadieżda Dubowicka                                                                            | 1,80      |
| Skok o tyczce             | Anastasija Jermakowa                                                                     | 3,70      | Mahsa Mirzatabibi                                                 | 3,50      | Sara Karimi Niloufar Fashkhorani                                                              | 2,40      |
| Skok w dal                | Bùi Thị Thu Thảo                                                                         | 6,20      | Nayana James                                                      | 6,08      | Neena Varakil                                                                                 | 6,06      |
| Trójskok                  | Irina Ektowa                                                                             | 13,79     | Sheena Nellckal Varkey                                            | 13,37     | Bùi Thị Thu Thảo                                                                              | 13,22     |
| Pchnięcie kulą            | Elena Smolyanova                                                                         | 15,54     | Maryam Norouzi                                                    | 12,47     | Sana Dadres                                                                                   | 11,46     |
| Pięciobój                 | Sepideh Tavakkoli                                                                        | 4038 pkt. | Aleksandra Yurkevskaya                                            | 3858 pkt. | Irina Wielichanowa                                                                            | 3730 pkt. |

## Klasyfikacja medalowa
Opracowano na podstawie materiałów źródłowych.
| Miejsce | Państwo         | Złoto | Srebro | Brąz | Razem |
| ------- | --------------- | ----- | ------ | ---- | ----- |
| 1.      | Kazachstan      | 7     | 4      | 1    | 12    |
| 2.      | Iran            | 5     | 9      | 10   | 24    |
| 3.      | Katar           | 4     | 3      | 2    | 9     |
| 4.      | Chiny           | 3     | 2      | 1    | 6     |
| 5.      | Kuwejt          | 3     | 1      | 2    | 6     |
| 6.      | Uzbekistan      | 2     | 1      | 0    | 3     |
| 7.      | Sri Lanka       | 1     | 0      | 3    | 4     |
| 7.      | Wietnam         | 1     | 0      | 3    | 4     |
| 9.      | Indie           | 0     | 4      | 2    | 6     |
| 10.     | Chińskie Tajpej | 0     | 1      | 0    | 1     |
| 10.     | Kirgistan       | 0     | 1      | 0    | 1     |
| 12.     | Turkmenistan    | 0     | 0      | 2    | 2     |
| 13.     | Japonia         | 0     | 0      | 1    | 1     |
| Razem   | Razem           | 26    | 26     | 27   | 79    |